# Trękus

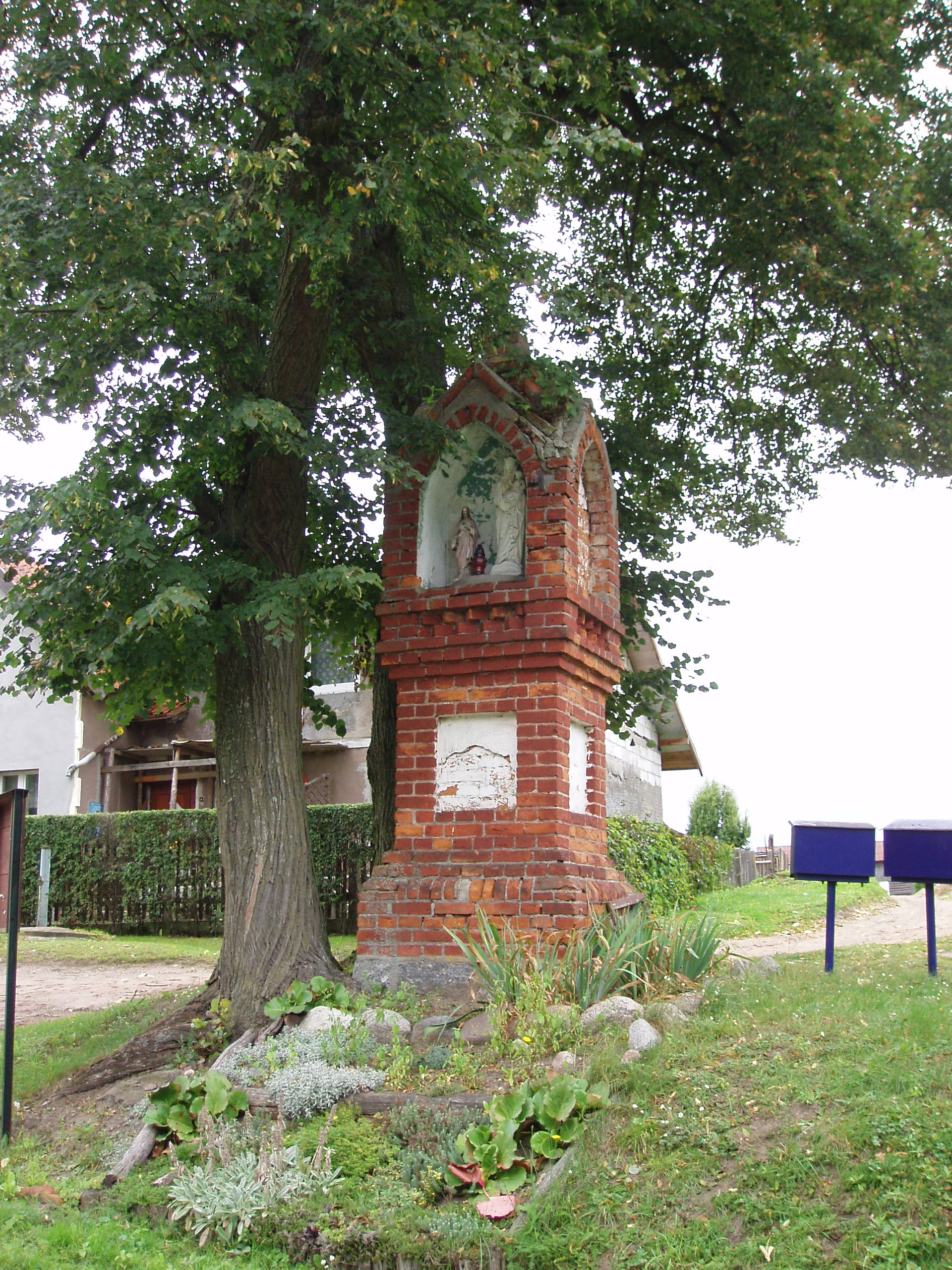
Kapliczka w centrum wsi

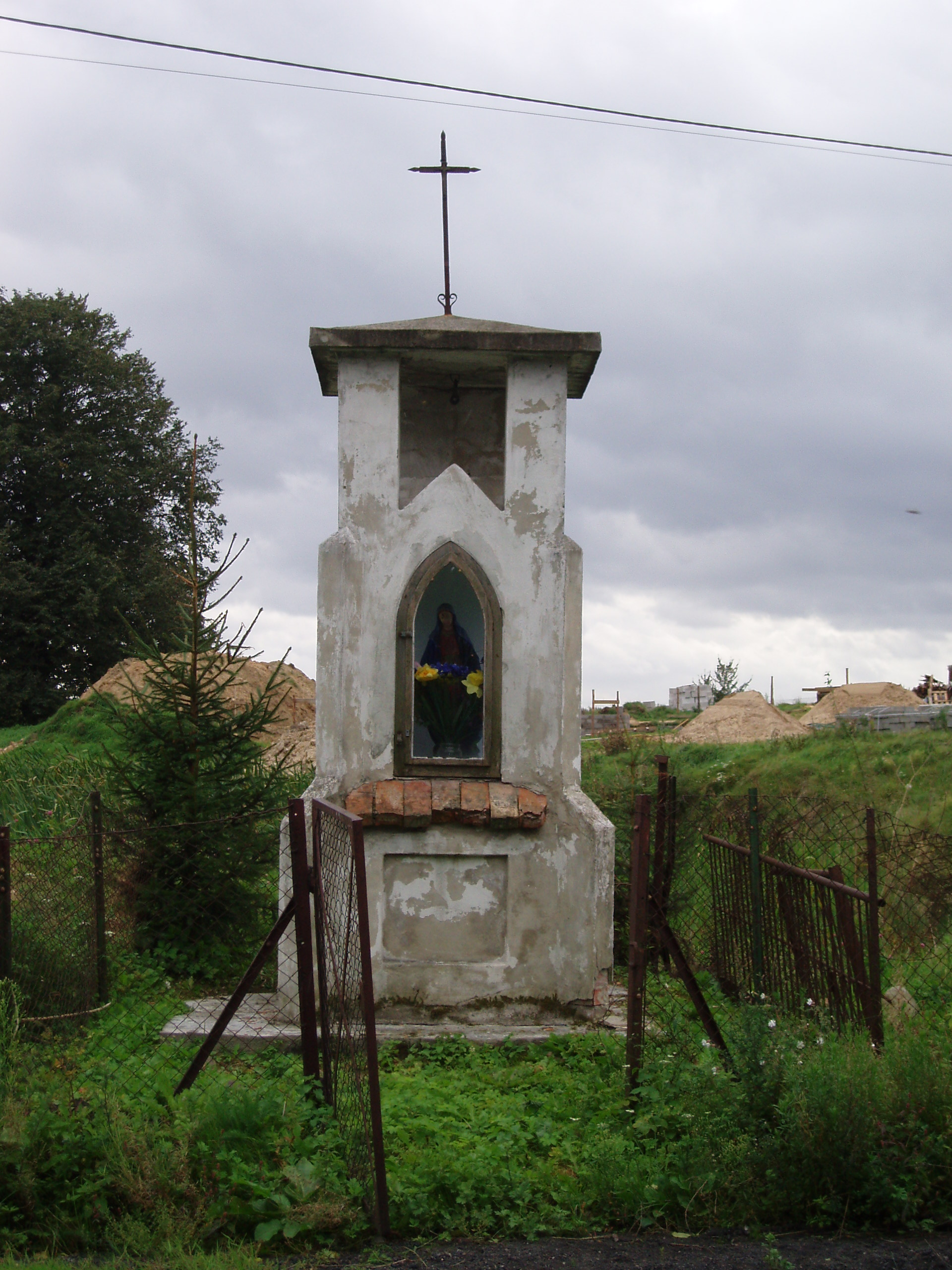
Kapliczka w Trękusie, wyjazd w kierunku Linowa

Trękus (niem. Gross Trinkhaus) – wieś w Polsce położona w województwie warmińsko-mazurskim, w powiecie olsztyńskim, w gminie Purda. W latach 1975–1998 miejscowość administracyjnie należała do województwa olsztyńskiego. Wieś znajduje się w historycznym regionie Warmia.
Wieś o charakterze podmiejskim, z coraz większą liczbą mieszkańców nie zajmujących się rolnictwem.

## Historia
W 1359 r. kapituła warmińska wystawiła przywilej lokacyjny Prusom, czterem braciom zwanych Katyothen: Nadraw, Wopel, Schayworth i Petrus, na prawie chełmińskim wielki obszar lasu zwany Absmedie (w tłumaczeniu z pruskiego - las osikowy), liczący 130 łanów (około 2183 ha). Długi okres wolnizny - 18 lat - wskazuje, że osadnictwo zaczynało się "na surowym korzeniu" i wymagało uprzedniego karczunku puszczy. W przywileju lokacyjnym wyznaczono obowiązek lenny w postaci wystawiania 4 służb konnych w zbroi. Bracia mieli prawo połowu ryb w Jeziorze Linowskim i budowy młyna (wybudowany na południowo-wschodnim brzegu Jeziora Linowskiego, na początku XIX w. młyn przestał funkcjonować). Prawdopodobnie bracia otrzymali nadanie w nagrodę za zasługi w walkach w czasie najazdu Litwinów (1353-1354). Najstarszy z braci o imieniu Nadraw otrzymał pas rycerski. Na tym terenie bracia założyli kilka wsi szlacheckich – Trękus, Trękusek, Kaborno i Wyrandy.
Nazwa Trinkhaus stanowi zniekształcenie pierwotnej nazwy pruskiej, która najprawdopodobniej pochodziła od imienia Trinkuse (być może osoby, która odziedziczyła wieś)). W 1473 r. właścicielem wsi był Albert Witgewalt, który uzyskał od kapituły odnowienie zaginionego przywileju. Prawdopodobnie nie pozostawił potomka, gdyż posiadłość wróciła do rąk kapituły i ta ok. 1500 r. przekształciła ją w wieś czynszową na prawie chełmińskim z wolnymi chłopami. Sadząc po nazwiskach byli to Prusowie, ale później pojawiają się nazwiska polskie, co wskazuje na osadników z Mazowsza. Pierwszym z nich był Jan Roman, który otrzymał 1,5 łana w 1504 r. W 1518 r. zmarł chłop o nazwisku Murawski, pozostawiając nieletniego syna Bartosza, którego opiekunami prawnymi byli również Polacy, choć nazwiska nie zawsze o tym świadczą: Piotr Petzoldt, Maciej Warpen i jego szwagier Bernard – wszyscy z Trękusa. W 1578 r. wszyscy wolni chłopi byli pochodzenia polskiego. Według danych z 1656 r., na 30 łanach (na prawie chełmińskim) w Trękusie gospodarowało 10 wolnych chłopów, zobowiązanych do wystawiania wspólnie jedne służby konnej w zbroi. W 1673 r. wzmiankowano o istniejącym tu młynie, zbudowanym na strumieniu uchodzącym do Jeziora Linowskiego. W młynarzówce zamieszkiwali młynarz z córką.
Według spisu majątkowego, sporządzonego w latach 1772-1773 (po zaborze Warmii przez Prusy), w Trękusie było 9 chłopów o polskich nazwiskach, bardzo dobrze uposażonych w ziemię: 4 chłopów miało po 4 łany (czyli po ok. 67 ha), tyluż po 3 łany i tylko jeden chłop miał 2 łany ziemi (ok. 34,58). Poza tym było 6 zagrodników, młynarz o nazwisku Piekarski i dwóch pastuchów. Łącznie w Trękusie zanotowano 99 mieszkańców. W 1786 r. sołtysem był Broszewski. W 1836 r. we wsi było 15 domów ze 112 mieszkańców. W 1825 r. w tutejszej szkole uczyło się 28 dzieci, a nauczycielem był krawiec Jan Kriegs (słabo znał język niemiecki i uczył po polsku).
W 1935 r. było tu 272 katolików (parafia w Klewkach). Największe gospodarstwa chłopskie Edwarda Biermańskie i Pawła Kurowskiego, liczyły odpowiednio: 93,83 i 64 ha.
Po drugiej wojnie światowej większe gospodarstwa rolne upaństwowiono i przyłączono do PGR-u w Starym Olsztynie.

## Zabytki
- Kapliczka przy wjeździe do wsi w kierunku Linowa. Otynkowana, z daszkiem namiotowym płaskim, zwieńczonym krzyżem. W narożnikach znajdują się przypory, w korpusie ostrołukowe, zamknięte nisze z prześwitem powyżej.
- Kapliczka przy sklepie w centrum wsi, neogotycka, z końca XIX w. Wymurowana na wysokiej, dwudzielnej bazie, w której usytuowano kwadratowe płyciny. W korpusie kapliczki ostrołukowa nisza z figurami Madonny z Dzieciątkiem i Najświętszego serca Pana Jezusa.
- Kapliczka z dzwonniczką, neogotycka z końca XIX w., przy leśnej drodze do Kaborna. Wybudowana na planie kwadratu, w narożnikach są ryzality zakończone sterczynami, Od frontu ostrołukowe płyciny, a w nich zamknięta nisza z figurą Madonny z Dzieciątkiem. Daszek wieżowy, zwieńczony krzyżem. W daszku prześwit jednokierunkowy, w którym niegdyś znajdował się dzwonek.
- Barokowa kapliczka z 1792 r, słupowa, biała w otoczeniu lip (prawdopodobnie zasadzone tuż po wybudowaniu kapliczki, w dziuplach lip osiedliły się pszczoły). Pietà, umieszczona we wnęce pod daszkiem starsza jest od kapliczki, wyrzeźbiona przez ludowego artystę.
- Stara warmińska chałupa (wyremontowana), dawniej kryta strzechą. W latach 60. XX odkupił ją od Warmiaków Władysław Ogrodziński.

## Ludzie związani z miejscowością
- Władysław Ogrodziński, literat, były kustosz olsztyńskiego muzeum, twórca olsztyńskiego Ośrodka Badań Naukowych im. Wojciecha Kętrzyńskiego.